# Vega de Liébana
Vega de Liébana – gmina w Hiszpanii, w prowincji Kantabria, w Kantabrii, o powierzchni 133,21 km². W 2011 roku gmina liczyła 842 mieszkańców.